# Ciénaga de Zapata

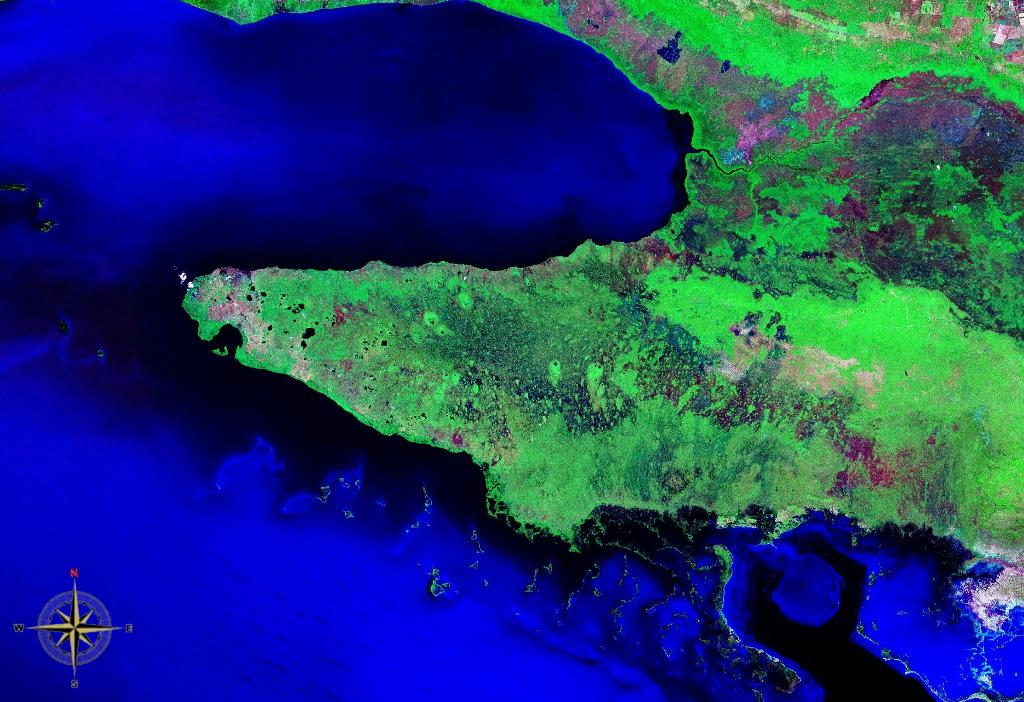
letecký snímek poloostrova

Ciénaga de Zapata je název rozlehlého bažinatého území na Kubě. Rozkládá se na stejnojmenném poloostrově Zapata a je největším mokřadem v karibském regionu. Území je biosférickou rezervací a ramsarským mokřadem.

## Národní park
Podstatná část mokřadu byla v roce 1936 vyhlášena národním parkem. Ten zaujímá rozlohu 4189,2 km² (z toho 2818,6 km² pevniny a 1370,6 km² vodní plochy). Vyskytuje se zde více než 200 ptačích druhů, z toho několik endemických žijících pouze ve zdejším regionu (např. střízlík kubánský, chřástal kubánský a strnádka kubánská). Žije zde i populace kubánského krokodýla. Okolní moře disponuje zachovalým korálovým útesem.